# Heteropatriarkat
Heteropatriarkat (etymologisk fra heteroseksuel og patriarkat) er et sociopolitisk system, hvor primært ciskønnede mænd og heteroseksuelle har de jure eller de facto myndighed over ciskønnede kvinder og over andre seksuelle orienteringer og kønsidentiteter. Begrebet understreger, at diskrimination af kvinder og medlemmer af LGBTQ bunder i det samme sexistiske sociale princip.
Et heteropatriarkat skaber et miljø med undertrykkelse af og ulighed for etniske og seksuelle minoritetsgrupper. Heteropatriarkater bygger på et bestemt perspektiv på kønsroller, hvor mænd betragtes som stærke, dygtige og intelligente, mens kvinder afbildes som svage, naive og med manglende evner. Disse kønsidentiteter skabes, beskyttes og gøres obligatoriske for at sikre den heteroseksuelle mands dominans i heteropatriarkatet.
I et heteropatriarkat får mænd ikke blot forrang over andre køn og seksuelle minoriteter, de opmuntres eller anspores til det, og belønnes for det. Der kan ses praksisser af juridisk og social karakter, hvor visse spørgsmål dømmes som "kvinders problemer eller emner" og ikke blot problemer. Ligeledes gøres visse emner til "seksuelle minoriteters spørgsmål", og denne praksis er grundlæggende for et heteropatriarkalsk samfund.
Fra et feministisk synspunkt henviser begrebet patriarkat til faderen som magtindehaveren i familiens hierarki, og derfor er kvinder underordnede mænds magt. Med fremkomsten af queer-teori i 1980'erne og 1990'erne begyndte der at fremkomme spørgsmål om heteronormativitet og kønsdikotomi. Dette ledte til overbevisningen om, at denne form for dominans ikke kun kan beskrives i form af køn (mænd overordnede kvinder, eller det maskuline overordnet det feminine), men også med hensyn til seksualitet (heteronormativitet eller heteroseksualitet overordnet andre seksuelle orienteringer, samt ciskønnet over andre identiteter). Udtrykket heteropatriarkiat har udviklet sig fra det tidligere, mindre specifikke udtryk "patriarkat" for at understrege dannelsen af et mandsdomineret samfund, som er baseret på sexistiske/heterosexisitske kulturelle processer.

## Relevans
I heteropatriarkalske samfund er det almindeligt accepteret, at mænd generelt indtager de højeste magtpositioner i samfundet. Det har den konsekvens, at kvinder og non-binære mennesker oplever størstedelen af social undertrykkelse. Det heteropatriarkalske syn styrkes af uklare definitioner om "køn" (som på engelsk kan rumme både sex: biologisk køn, samt gender: sociale eller kulturelle køn), "seksuel orientering" i en kulturel og juridisk kontekst, samt "kønsnormativitet", som er med til at fastsætte de sociale forventninger om det maskuline og det feminine.